# خطير (ألبوم مايكل جاكسون)
دينجرس بالإنجليزية (Dangerous) هو الألبوم الثامن لـ مايكل جاكسون، صدر في 26 نوفمبر عام 1991، تم بيع 200 مليون نسخه خلال أول شهرين من تاريخ صدوره في الولايات المتحدة فقط و860 مليون حول العالم.
صدر الألبوم يوم 26 من نوفمبر 1991 بعد أسبوع من إصداره أصبح في المركز الأول لترتيب أغاني بيلبورد 200 وبقي متصدرا لأربعة أسابيع. مبيعات الألبوم تخطت المئتان مليون فقط لشهرين من إصداره مما جعله أسرع ألبوم لمايكل جاكسون في الولايات المتحدة وبذلك فقد حطم رقم ألبومه السابق باد الذي باع سبعة ملايين نسخة خلال شهرين. الألبوم حاز على سبع بلاتينيوم من طرف رابطة صناعة التسجيلات الأمريكية 

عالميا ألبوم دينجروس هيمن على جداول ترتيب الأغاني العالمية حيث بدأ بالمركز الأول بالمملكة المتحدة وأيضا بسبع بلدان من ضمنها أستراليا فرنسا ألمانيا هولندا وإسبانيا كذلك حقق نجاحا في الدول الآسيوية . مبيعات الألبوم على مستوى العالم وصلت إلى 865 مليون نسخة.
الاغاني التي يتضمنها الالبوم
1- Black or White (أسود أو أبيض)
اصدرت في 11 أكتوبر، من عام 1991
2- Remember the Time (تذكر الوقت)
اصدرت في الثالث من فيبراير من عام 1992
3- In the Closet (في السر)
اصدرت في 20 أبريل، عام 1992
4- jam (مأزق)
اصدرت في 13 يوليو، عام 1992
5- who is it (من هذا)
اصدرت في 31 أغسطس، عام 1992
6- Heal the World (داووا جراح العالم)
اصدرت في 23 نوفمبر، عام 1992
7- Give In to Me (استسلمي إلي)
اصدرت في 15 فيبراير، عام 1993
8- Will You Be There (هل ستكون هناك)
اصدرت في 28 يونيو، عام 1993
9- Gone Too Soon (مات مبكرا جدا)
اصدرت في 6 ديسيمبر، عام 1993
10- Dangerous (خطير)
اصدر في ديسيمبر عام 1993

## وصلات خارجية
- خطير على موقع أول موفي (الإنجليزية)